# 노바스코샤 보이저스
| 몬트리올 보이저스 노바스코샤 보이저스 | |
| 콘퍼런스                              | |
| 디비전                                | 이스트 디비전 (1969년~1973년) 노스 디비전 (1973년~1976년) (1977년~1984년) |
| 설립연도                              | 1969년 |
| 해체연도                              | 1984년 |
| 역사                                  | 몬트리올 보이저스 (1969년~1971년) 노바스코샤 보이저스 (1971년~1984년) 셔브루크 커네이디언스 (1984년~1990년) 프레더릭턴 커네이디언스 (1990년~1999년) 퀘벡 시타델스 (1999년~2002년) 해밀턴 불독스 (2002년~2014년) 세인트존스 아이스 캡츠 (2014년~현재) |
| 경기장                                | 핼리팩스 포럼 핼리팩스 메트로 센터 |
| 연고지                                | 노바스코샤주 핼리팩스 |
| 상징색                                | 빨강, 하양, 파랑 |
| 구단주                                | |
| 단장                                  | |
| 감독                                  | |
| NHL 제휴                              | |
| ECHL 제휴                             | |
| 정규시즌 우승                         | 2 (1976, 1977) |
| 콘퍼런스 우승                         | |
| 디비전 우승                           | 2 (1973, 1977) |
| 칼더 컵                               | 3 (1972, 1976, 1977) |
| 영구 결번                             | |

몬트리올 보이저스/노바스코샤 보이저스(Montreal Voyageurs/Nova Scotia Voyageurs)는 캐나다 퀘벡주 몬트리올/노바스코샤주 핼리팩스를 연고지로 하는 1969년부터 1984년까지 AHL 소속되었던 아이스 하키팀이다.
1984년 연고지를 퀘벡주 셰르브루크 (셔브루크 커네이디언스)로 이전했다.

## 역대 홈경기장
| 몬트리올 보이저스/노바스코샤 보이저스 |               |          |                       |      |
| 경기장                                | 사용기간      | 수용인원 | 장소                  | 비고 |
| 몬트리올 포럼                         | 1969년~1971년 | 17,959명 | 퀘벡주 몬트리올       | 빈칸 |
| 핼리팩스 포럼                         | 1971년~1978년 | 5,600명  | 노바스코샤주 핼리팩스 | 빈칸 |
| 핼리팩스 메트로 센터                  | 1978년~1984년 | 10,595명 | 노바스코샤주 핼리팩스 | 빈칸 |